# Pont à la Herse
Le pont à la Herse est une ancienne porte d'eau de l'enceinte d'Ath située sur la Dendre-Orientale en aval de la ville.

## Histoire

Plan des anciennes et nouvelles portes d'eau, en rouge l'ancienne enceinte médiévale, en pointillés l'ancien cours de la Dendre et l'ancienne porte d'eau (1a) supprimés, en bleu foncé le nouveau cours de la Dendre menant à la porte à la Herse (1b), 2 le pont de la rue Cambron, 3a et 3b l'ancienne et la nouvelle porte de Tournai.

La porte est construite en même temps que l'enceinte bastionnée entre 1668 et 1674, elle remplace une porte plus ancienne détruite avec l'enceinte médiévale. Pour satisfaire au plan de la nouvelle enceinte, le cours de la Dendre est modifié passé le pont de la rue Cambron, le cours menant à l'ancienne porte d'eau est abandonné et remblayé, un nouveau cours est créé menant à une nouvelle porte d'eau construite à droite du bastion de Flandre dans la courtine menant au bastion d'Artois.